# Gianluca Bollini
Gianluca Bollini (ur. 24 marca 1980 w San Marino) – sanmaryński piłkarz występujący na pozycji obrońcy, reprezentant San Marino w latach 2007–2013.

## Kariera klubowa
W trakcie swojej kariery klubowej występował w SP Cailungo, SP Tre Fiori, SS Murata, SP La Fiorita oraz SS Folgore/Falciano.

## Kariera reprezentacyjna
22 sierpnia 2007 zadebiutował w reprezentacji San Marino w meczu z Cyprem (0:1) w eliminacjach Mistrzostw Europy 2008. Ogółem w latach 2007–2013 rozegrał w drużynie narodowej 12 spotkań, nie zdobył żadnej bramki.

## Życie prywatne
Brat Fabio Bolliniego.

## Sukcesy
SP La Fiorita
- mistrzostwo San Marino: 2013/14, 2016/17
- Puchar San Marino: 2011/12, 2012/13
- Superpuchar San Marino: 2012